# 신경제체계
신경제체계(新經濟體系, 헝가리어: Új gazdasági mechanizmus)는 헝가리 인민공화국이 1960년와 1970년대에 시행한 일련의 경제 정책이다. 신경제체계가 추진한 결된 헝가리의 경제에서 계획 경제의 비중이 낮아지고 시장 기구의 비중이 높아지게 되었다.
이 정책은 공산주의적 요소와 자본주의적 요소를 모두 배합했기 때문에 구야시 공산주의나 동구권 최초의 시장사회주의라고도 불리며, 비슷한 경향을 띈 소련의 코시긴 개혁과 종종 비교되기도 한다.

## 경제 개혁
1956년 헝가리 혁명 이후 헝가리 인민공화국의 서기장으로 집권한 카다르 야노시는 경제 개발에 초점을 맞추었다. 라코시 마차시 정부 하에서 편 스탈린주의적 경제 개발이 헝가리 경제를 선진화 시키지 못한 원인이라고 판단한 카다르 야노시 정부는 경제 개혁을 실시하려고 했고, 이것은 1966년 5월 7일 헝가리 사회주의 노동자당 대회에서의 경제 개혁안 발표로 이어졌다. 1968년부터 시행된 이 계획은 중앙집권적 경제개발이 아닌 지방 분권화, 기업의 적극적인 이윤 추구 유도, 기업의 투자 유도 등에 초점을 맞춘 계획이었다.

### 기업
이 경제 개혁은 기업의 권리를 더욱 강화하였다. 이 개혁으로 인하여 기업의 운영자들은 얼만큼 생산하고 팔 것인지 결정할 수 있게 하였다. 또한 고용, 투자 면에서도 기업은 이전보다 더 많은 자유를 부여 받았다. 또한 소비자들이 수입품, 국산품 중 무엇을 살 것인지 선택할 수 있는 자유 역시 부여 받았다. 정부는 기업의 투자를 적극적으로 유도하여 기업은 1968년에 투자된 금액 중 49.5%, 1974년에 투자된 금액 중 53.1%를 차지하였다.

### 가격
이 경제 개혁은 가격 제도 역시 개편하였다. 정부는 가격을 세 가지로 나누었다.
첫 번째, 고정 가격은 석유와 같이 경제에 반드시 필요하고 안정적인 가격이 유지되어야 하는 제품에 대해서 적용되었다.
두 번째, 제한된 가격은 빵과 같은 생필품들에 대해서 적용되었다. 이 가격의 경우에는 가격이 불안정한 기간에만 정부가 개입할 수 있었다.
세 번째, 자유 가격은 위 상품들을 제외한 모든 상품에 적용되었다. 정부는 이 관여하지 않으며 민간이 모든 것을 결정한다.

## 영향
신경제체계가 시행되면서 다른 부문에서도 스탈린주의적 중앙집권제가 해소되었으며, 헝가리는 여러 측면에서 점차 분권화, 민주화되었다. 
그러나 신경제정책은 서구권과의 교역과 국대외 무역 촉진을 노리고 고안되었기 때문에 시민들의 실생활에는 별로 도움이 되지 않았다. 
한편 사회적, 경제적 불평등이 증가하며 신경제체제에 대한 불만이 고조되었고, 정부는 시민들의 불만을 달래기 위해 보조금 지급, 의료보험 도입, 유급 휴가제 시행을 비롯한 복지정책을 시행했다.

## 같이 보기
- 신경제정책
- 동구권 경제